# Dekanat Zator
Dekanat Zator – jeden z 44 dekanatów w rzymskokatolickiej archidiecezji krakowskiej.

## Historia
Według spisu parafii płacących dziesięcinę sześcioletnią w diecezji krakowskiej z 1326 na dekanat Zator (decanatus de Zathor) składały się następujące parafie: Zator (Zathor), Przeciszów (Villa Hertmanni), Polanka Wielka (Polenka), Piotrowice (Petrowicz), Gierałtowice (Villa Gerardi), Głębowice (Glambowicz), Zygodowice (Villa Zebotonis, ewentualnie Przybradz), Witanowice (Villa Wriderici seu Vitanowicz), Wieprz (Weprez), Inwałd (Helwand), Spytkowice (Spichowicz), Woźniki (Woznik), Frydrychowice (Wridirichowicz), Jaroszowice (Zarissow), Barwałd (Berwald), Zebrzydowice (Villa Siffridi), Pobiedr (Paszkówka) (Bobedre), Regulice (Regulicz), Graboszyce (Grabssicz), Mucharz (Muchar), Nidek (Nidek), Radziszów (Antiquo Radissow), Wola Radziszowska (Novo Radissow), Czernichów (Cirnechow), Tyniec (Thintia), Morawica (Moravitia), Rudawa (Rudawa), Przeginia (Pregyna), Krzęcin (Crenczin), Stronie (Stronow), Wadowice (jako filia Mucharza) (Wadowicz), Palczowice (Palzowicz),  Poręba Żegoty (Paromba Zeuota), Krzeszowice (Cressowicz), Liszki (Lissek). Pewne wątpliwości w identyfikacji budzi parafia Villa Mathei (wzmiankowana również w następnych latach wielokrotnie, identyfikowana z Radoczą) i Somscow (Sanka?).
Spis świętopietrza z 1335 wymienia nową parafię Marcyporęba (Poramba Marconis), Rybna (najpierw jako Przeginia, później Prsegina, Przegina vel Ribna) oraz Panedrzeu, a część parafii na północ od Wisły przeszła do dekanatu nowogórskiego (Przeginia, Krzeszowice, Regulice, Rudawa). Przed 1342 pojawiła się parafia Bolechovicz (zapewne Bachowice (1346–1358: Bathovicz, Bachovicz). W kolejnych spisach świętopietrza z lat 1346–1358 występują nowe parafie w Babice (Babicz), Andrychów (Henrichow), Przytkowice (Przibcovicz), Sanka (Sosnka), Klecza (Kleczce, Kleczce sive Iarossin), Wysoka (Vissoka), Chocznia (Choczna), Krzeszów (Cressow), Tłuczań (Cluczan), Radocza (Radocza).
W czasach Jana Długosza w Liber beneficiorum dioecesis Cracoviensis większość z powyższych parafii objął dekanat Oświęcim.
Z czasem reaktywowany po Długoszu dekanat nowogórski przejął wszystkie parafie na północ od Wisły, a powstały na początku XVI wieku dekanat Skawina objął parafie spoza powiatu śląskiego (Pobiodr/Paszkówka, Zebrzydowice, Krzęcin, Radzieszów itd.).
W latach 1747–1749 dekanat obejmował 25 parafii. Ówczesną liczbę katolików szacuje się 38 889, żydów na 78, protestantów na terenie dekanatu nie było.

## Parafie
W skład dekanatu wchodzi 9 parafii:
- parafia Najświętszego Serca Pana Jezusa – Bachowice
- parafia św. Andrzeja Apostoła – Graboszyce
- parafia MB Anielskiej – Łączany
- parafia św. Jakuba Apostoła – Palczowice
- parafia Nawiedzenia NMP – Piotrowice
- parafia Narodzenia św. Jana Chrzciciela – Przeciszów
- parafia MB Królowej Polski – Ryczów
- parafia św. Katarzyny – Spytkowice
- parafia św. Wojciecha i św. Jerzego – Zator

## Sąsiednie dekanaty
Babice, Czernichów, Osiek (diec. bielsko-żywiecka), Wadowice – Północ